# فلورنسيا بونس دي ليون
فلورنسيا بونس دي ليون (بالإسبانية: Florencia Ponce De Leon)‏ مواليد 26 فبراير 1992، هي لاعبة كرة يد أرجنتينية تلعب كجناح أيسر. تلعب حاليا مع فيرو كاريل أويستي. مثلت منتخب الأرجنتين لكرة اليد للسيدات.

## سجل المنافسة
شاركت في البطولات التالية:
- بطولة العالم لكرة اليد للسيدات 2015